# (R)-amidaza
(R)-amidaza (EC 3.5.1.100, R-stereospecifična amidaza, R-amidaza) je enzim sa sistematskim imenom (R)-piperazin-2-karboksamid amidohidrolaza. Ovaj enzim katalizuje sledeću hemijsku reakciju
(1) ()-piperazin-2-karboksamid + H2O {\displaystyle \rightleftharpoons } ()-piperazin-2-karboksilna kiselina + NH3
(2) beta-alaninamid +H2O {\displaystyle \rightleftharpoons } beta-alanin + NH3
Ovaj enzim ne deluje na druge amidne supstrate koji su hidrolizovani posredstvom enzima EC 3.5.1.4 (amidaza).

## Literatura
- Nicholas C. Price; Lewis Stevens (1999). Fundamentals of Enzymology: The Cell and Molecular Biology of Catalytic Proteins (Third изд.). USA: Oxford University Press. ISBN 019850229X.
- Eric J. Toone (2006). Advances in Enzymology and Related Areas of Molecular Biology, Protein Evolution (Volume 75 изд.). Wiley-Interscience. ISBN 0471205036.
- Branden C; Tooze J. Introduction to Protein Structure. New York, NY: Garland Publishing. ISBN 0-8153-2305-0.
- Irwin H. Segel. Enzyme Kinetics: Behavior and Analysis of Rapid Equilibrium and Steady-State Enzyme Systems (Book 44 изд.). Wiley Classics Library. ISBN 0471303097.

## Spoljašnje veze
- (R)-amidase на 